# Edvard Holm

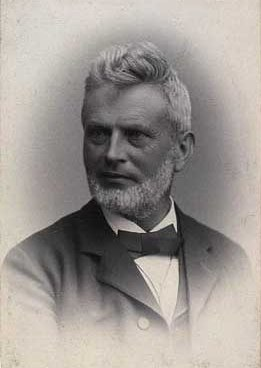
Edvard Holm.

Peter Edvard Holm, född den 26 januari 1833, död den 18 maj 1915 i Köpenhamn, var en dansk historieskrivare. 
Holm blev 1855 filologie kandidat, 1860 filosofie doktor och 1865 docent samt var 1868–99 professor vid Köpenhamns universitet och 1875–88 medlem av undervisningsinspektionen för de lärda skolorna. Vid sidan härav och av en omfattande författarverksamhet utförde Holm flera andra värv: han var 1865–78 sekreterare och 1882–97 ordförande i Danska historiska föreningen
samt sedan 1876 ledamot och 1889–1909 ordförande i Carlsbergfondens styrelse och sedan 1892 ordförande i "Selskabet for fædrelandets historie". Holm var ledamot av Videnskabernes selskab (1867), av Vitterhets-, historie- och antikvitetsakademien (1889) och af Vetenskapssocieteten i Uppsala (1896). 
Holm utgav De græske undersaatters stilling under de romerske kejsere indtil Caracalla  (1860), Gejstlighedens optræden overfor staten fra slutningen af Constantin den stores regering indtil det vestromerske riges fald (1864), Danmarks politik under den svensk-russiske krig 1788–90 (1868), Danmark-Norges udenrigske historie under den franske revolution og Napoleons krige fra 1791 til 1807 (2 band, 1875), Holbergs statsretlige og politiske standpunkt (1879), Om det syn paa kongemagt, folk og borgerlig frihed, der udviklede sig i den dansk-norske stat 1746–70 (1883), Studier över Frederik IV:s landmilits og dens indflydelse paa bondestandens kaar (1884), Nogle hovedtræk af trykkefrihedens historie 1770–73 (1885) samt Den offentlige mening i den dansk-norske stat i slutningen af det 18. aarhundrede (1888). 
De sju sistnämnda var ett slags förstudier till det huvudverk han hade föresatt sig att skriva, nämligen Danmark-Norges historia 1720–1814. Han började med en inledning, Danmark og Norges indre historie under enevælden fra 1660 til 1720 (2 band, 1885–86), och därpå följde Danmark-Norges historie fra den store nordiske krigs slutning til rigernes adskillelse. Arbetet var vid hans död så långt kommet, att däri felades endast skildringen av den inre historien 1810-14. Alla hans arbeten innehåller en rikedom av nya upplysningar och nya synpunkter samt visa en stor förmåga att gripa och fasthålla huvudmomenten i utvecklingen mitt i massan av enskildheter. De är vidare präglade av en vid, human syn och sträng rättskänsla samt vittnar om en allvarlig strävan efter opartiskhet. De intar därför en framstående plats i Danmarks historiska litteratur. En förkortad framställning av tidrymden 1699–1814 gav Holm i den stora illustrerade "Danmarks riges historie", V (1903).